# Leserlichkeit
Die Leserlichkeit ist ein Maß für die Lesegeschwindigkeit von Text. Ein Text mit einer guten Leserlichkeit lässt sich schneller lesen als ein Text mit geringer Leserlichkeit. Die Leserlichkeit hängt mit der Gestaltung von Buchstaben, Zeilen und Fläche direkt zusammen (Typografie) und ist eine Dimension im Rahmen der Lesbarkeit eines Textes.

## Einflussfaktoren
Die Leserlichkeit wird durch mehr Faktoren bestimmt als durch die reine Gestaltung der Zeichen. Das Maß für die Erkennung „einzelner“ Zeichen ist die Erkennbarkeit. Zur Leserlichkeit tragen aber Faktoren rund um das Zeichen bis hin zur Gestaltung der gesamten Fläche bei (siehe Makrotypografie).
Wichtige Faktoren für die Leserlichkeit sind:
- Schriftart, Auszeichnungsart und Schriftgrad
- Zeilendurchschuss (Zeilenzwischenraum), Satzbreite (Zeilenlänge) und Zeilenfall (Block- oder Flattersatz)
- Materialien wie Farben und Untergrund wie Bildschirm, Papiersorte oder anderes Trägermaterial

Im Unterschied zur Lesbarkeit fließen bei der Leserlichkeit keine inhaltlichen Faktoren wie etwa Textverständnis ein. Zum Beispiel könnte man die Leserlichkeit eines typographischen Entwurfs für eine Buchreihe untersuchen, indem man Passagen aus verschiedenen Büchern in unterschiedlichen Schriftarten gegenüberstellt und die Lesegeschwindigkeit einer Probandengruppe misst.

## Schriftarten
Bei der Auswahl der Schriftarten für ein Dokument kann die bessere Erkennbarkeit ein wichtiger Einflussfaktor sein. 
Eine Faustregel für Typografie-Anfänger besagt, dass Schriftarten mit Serifen (Antiqua-Schriften) eine bessere Erkennbarkeit aufweisen als serifenlose (serifenlose Linear-Antiqua bzw. Grotesk-Schriften). Diese Regel trifft jedoch nicht immer zu. Zum Beispiel gibt es speziell für Bildschirmarbeitsplätze entworfene Schriften, die mit Rücksicht auf die niedrige Bildauflösung keine Serifen aufweisen. Auch auf Papier (vgl. Druckwesen) sind Schriftarten mit Serifen nicht immer im Vorteil. Bei der Leserlichkeit schneiden einige Schriftarten ohne Serifen sehr gut ab (zum Beispiel Calibri und Gill Sans), während einige Schmuckschriften mit Serifen gar nicht für einen Fließtext (vgl. Brotschrift) konzipiert sind.
Einige speziell in Hinblick auf Leserlichkeit entwickelte Schriftarten, wie Andika (entwickelt für Leseanfänger), Atkinson Hyperlegible (entwickelt für Sehbehinderte), Wayfinding Sans Pro (entwickelt allgemein für Beschilderungen) oder Tern und Transport (beide entwickelt speziell für Verkehrszeichen), sind serifenlos.

## Blocksatz und Flattersatz

Simulation: Wie ein guter Leser einen Text mit „160 Wörtern pro Minute“ erfasst.

Beim Lesen eines Drucktextes wandert das Auge nicht gleichmäßig, sondern in Sprüngen (Sakkaden). Diese erfolgen nicht jeweils von Wort zu Wort, sondern so weit, wie eine Buchstabenfolge auf einmal zu verarbeiten ist.
Die Simulation zeigt ungefähr, wie und wie schnell die einzelnen Augenfixationen aufeinander folgen, wenn keine Rücksprünge für das Textverständnis nötig sind, um eventuelle Lesefehler zu korrigieren. Der unscharfe Text entspricht der peripheren Wahrnehmung. Der Zeilenfall hat Einfluss sowohl auf die Lesbarkeit der einzelnen Wörter, wie auch das Springen auf die nächste Zeile. 
Der Blocksatz gewährleistet einen eher ungestörten, flüssigen Lesevorgang. Der besondere Vorteil des Blocksatzes im Mehrspaltensatz bei kurzer Zeilenlänge liegt darin, dass das Auge für den Zeilenwechsel immer dieselbe Bewegung ausführen muss. Ein Nachteil entsteht jedoch, wenn vermehrt Worttrennungen eingesetzt werden müssen. 
Der Flattersatz erleichtert das Lesen durch seine gleichbleibenden Wortabstände und weniger Worttrennungen, erschwert es aber durch ungleiche Augenbewegung beim Zeilenwechsel.
Da die Steuerung der Augenbewegungen sich beim Lesen dem Bewusstsein entzieht, hängt die gute Lesbarkeit in erster Linie von den Lesegewohnheiten des Lesers ab.
Mittelachsensatz wie auch rechtsbündiger Flattersatz sind aus diesem Grunde für das flüssige Lesen längerer Texte nicht geeignet, können jedoch für das absichtliche Beeinflussen der Aufmerksamkeit verwendet werden.